# Fairbanks
Fairbanks  er en storby i den centrale del af delstaten Alaska i USA.
Fairbanks er den største by i det nordlige Alaska og den næststørste by i Alaska efter Anchorage med et indbyggertal på 32.515 (2020) indbyggere i selve byen og 95.655(2020) indbyggere i Fairbanks metropolitan area. Den er hovedby i Alaskas borough Fairbanks North Star Borough.
Byen er hjemsted for University of Alaska, som er det ældste universitet i Alaska.